# Turraea oppositifolia
Turraea oppositifolia är en tvåhjärtbladig växtart som först beskrevs av Antonio José Cavanilles, och fick sitt nu gällande namn av Hermann August Theodor Harms. Turraea oppositifolia ingår i släktet Turraea och familjen Meliaceae. Inga underarter finns listade i Catalogue of Life.